# Coddington (Herefordshire)
Pour les articles homonymes, voir Coddington.
Coddington est un village et une paroisse civile de l'est du comté du Herefordshire, en Angleterre, à environ 5 km au nord de Ledbury. La partie Est de la paroisse est incluse dans l'« Espace de remarquable beauté naturelle » des Collines de Malvern. Coddington partage un conseil de paroisse avec le village proche de Bosbury.

## Géographie
La paroisse est petite tant en superficie qu'en nombre d'habitants, avec des habitations et de fermes dispersées. L'église et le hameau de Coddington qui l'entoure sont situés sur une étroite colline culminant à 110 m. Le point le plus élevé de la paroisse est Oyster Hill (211 m), au sommet duquel on trouve un poste de triangulation de l’Ordnance Survey. D'autres lieux de la paroisse incluent la Croix de Coddington (à un carrefour de la route principale qui traverse la paroisse sans toutefois passer dans le hameau de Coddington), Bush Farm, Pithouse Farm, Coddington Court, and Woofields Farm.
Les gares les plus proches sont celles de Ledbury et de Colwall, toutes deux à environ 5,6 km par la route. Le Herefordshire Trail, un sentier de grande randonnée, traverse la paroisse, passant par le vignoble, l'église et Oyster Hill.

## Histoire
Coddington apparaît comme un manor (manoir) dans le Domesday Book (1086) ; son nom y est orthographié Cotingtune ; le manoir était la propriété de l'Évêque de Hereford.
La carte de 1887 de l'Ordnance Survey montre que le hameau a une école et un bureau de poste, ainsi que, sur la route entre Coddington Court et la Croix de Coddington, deux pubs (le Plough Inn et le Golden Cross Inn). Tous ces services sont aujourd'hui fermés.
Coddington est le lieu de naissance de Lionel Curtis (1872-1855), un partisan déterminé d'un gouvernement mondial.
Une des rares sociétés pétrolières britanniques indépendantes, Clyde Petroleum, y avait son siège ; elle avait été fondée dans les années 1970 par un groupe d'anciens employés de Shell.
La paroisse inclut nombre de monuments classés, dont de nombreuses maisons blanches à colombages noirs, l'une d'entre elles étant classée Grade II*.

## Religion

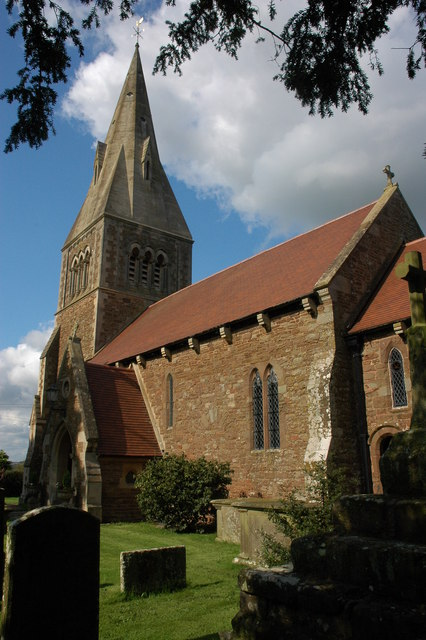
L'église de Tous les Saints

L'église paroissiale anglicane de Tous les Saints est un monument historique classé Grade II*, essentiellement construit aux XIIe et XIIIe siècles. Elle partage aujourd'hui les services avec la paroisse proche de Colwall. Dans le cimetière qui jouxte l'église se trouve une croix dont la base date du XIVe siècle.
Il y a un centre de retraite et d'études bouddhiques à Coddington Court, où Sangharakshita, le fondateur de la Communauté bouddhiste Triratna, a passé ses dernières années, et où il est enterré.

## Démographie
Selon de recensement de 2001, la population de Coddington était de 108 habitants, tandis que les deux paroisses de Bosbury et Coddington avaient une population combinée de 888. Celle-ci a diminué de 8.5% au recensement de 2011 pour atteindre 813 habitants ; ceci donne une population estimée de 99 habitants pour Coddington.